# Dent des Bimis
Dent des Bimis är en bergstopp i Schweiz. Den ligger i distriktet Riviera-Pays-d'Enhaut och kantonen Vaud, i den sydvästra delen av landet, 50 km söder om huvudstaden Bern. Toppen på Dent des Bimis är 2 160 meter över havet.